# أبو الفتح بن أبي الحسن السامري
أبو الفتح بن أبي الحسن السامري (1355) هو مؤرخ من مواليد القرن الرابع عشر ومن أهم مؤلفاته كتاب التاريخ مما تقدم عن الأباء.
جاء السامري إلى شكيم في (نابلس) في أوائل القرن الرابع عشر الميلادي حيث هاجر عدد من السامريين من دمشق. كتب أبو الفتح تاريخ السامريين باللغة العربية بناء على رغبة الحبر الأعظم فينحاس، ثم عدل آخرون ما كتبه، ومن الكتاب الذين أتموا تاريخ أبي الفتح وبلغوا به حتى زمنهم أبو الفرج بن إسحق نفيس الدين الذي عاش في أوائل القرن الخامس عشر الميلادي. وقد وصل به الحبر الأعظم يعقوب إلى نهاية القرن التاسع عشر.